# 王瑞 (成化進士)
王瑞（1438年—1497年），字良璧，南直隸安慶府望江縣人，醫籍，治《詩經》。

## 生平
正月十九日生，行五，由國子生中式應天府鄉試第七十一名舉人，會試中式第十九名。年三十二歲中式成化五年己丑科第二甲第十六名進士。
成化五年（1469年），授吏科給事中，曾在文華殿抗言稱內官亂政，憲宗大怒。成化十五年（1479年），因疏請天下進表官各陳地方利病，憲宗施以廷杖。成化十九年（1484年）亦彈劾官員，得到批准。後升爲湖廣右參議，因病辭職回鄉。

## 家族
曾祖王華卿；祖王偉；父王景；母束氏；繼母李氏；繼母劉氏。具慶下，妻吳氏，繼妻蕭氏；兄理；瓊；璽，弟璉；琳；琦；瑛；珪；玉憲；琅。